# Serpukhoviense
| Era Eratema | Periodo Sistema | Periodo Sistema                 | Época Serie       | Edad Piso                    | Inicio, en millones de años |
| ----------- | --------------- | ------------------------------- | ----------------- | ---------------------------- | --------------------------- |
| Paleozoico  | Pérmico         | Pérmico                         | Pérmico           | Pérmico                      | 298,9±0,15                  |
| Paleozoico  | Carbo- nífero   | Pensil- vánico Pennsyl- vaniano | Superior/Tardío   | Gzheliense Gzheliano         | 303,7±0,1                   |
| Paleozoico  | Carbo- nífero   | Pensil- vánico Pennsyl- vaniano | Superior/Tardío   | Kasimoviense Kasimoviano     | 307,0 ±0,1                  |
| Paleozoico  | Carbo- nífero   | Pensil- vánico Pennsyl- vaniano | Medio             | Moscoviense Moscoviano       | 315,2±0,2                   |
| Paleozoico  | Carbo- nífero   | Pensil- vánico Pennsyl- vaniano | Inferior/Temprano | Bashkiriense Bashkiriano     | 323,4±0,4                   |
| Paleozoico  | Carbo- nífero   | Misisípico Mississi- ppiano     | Superior/Tardío   | Serpukhoviense Serpukhoviano | 330,3±0,4                   |
| Paleozoico  | Carbo- nífero   | Misisípico Mississi- ppiano     | Medio             | Viseense Viseano             | 346,7±0,4                   |
| Paleozoico  | Carbo- nífero   | Misisípico Mississi- ppiano     | Inferior/Temprano | Tournaisiense Tournaisiano   | 358,86±0,19                 |
| Paleozoico  | Devónico        | Devónico                        | Devónico          | Devónico                     | 419,62±1,36                 |
| Paleozoico  | Silúrico        | Silúrico                        | Silúrico          | Silúrico                     | 443,1±0,9                   |
| Paleozoico  | Ordovícico      | Ordovícico                      | Ordovícico        | Ordovícico                   | 486,8 ±1,5                  |
| Paleozoico  | Cámbrico        | Cámbrico                        | Cámbrico          | Cámbrico                     | 538,8±0,6                   |

El Serpukhoviense o Serpukhoviano es el tercer y último piso y edad del Misisípico en la escala temporal geológica. Sucede al Viseense (Misisípico Medio) y precede al Bashkiriense (primer piso del Pensilvánico Inferior/Temprano). Se inició hace unos 330,3 millones de años y terminó hace unos 323,4 millones de años.
El Serpukhoviense coincide, por definición formal de la Comisión Estratigráfica Internacional, con el Misisípico Superior o Mississippiano Superior, la tercera y última serie del Misisípico (Misisípico Tardío o Mississippiano Tardío cuando se refiere a la época correspondiente).
El Serpukhoviense se introdujo en la literatura científica por paleontólogo y geólogo ruso Serguéi Nikitin en 1890. El nombre procede de la ciudad de Sérpujov (óblast de Moscú, Rusia).

## Sección estratotipo y punto de límite global (GSSP)
La sección estratotipo y punto de límite global (GSSP) para la base del Bashkiriense está pendiente de definir por la Comisión Internacional de Estratigrafía. Se caracteriza provisionalmente por la primera aparición del conodonto Lochriea ziegleri.
El techo del Bashkiriense se define por el GSSP de la base del Bashkiriense, que se caracteriza por la primera aparición del conodonto Declinognathodus noduliferus.